# 1022 (numero)
Milleventidue (1022) è il numero naturale dopo il 1021 e prima del 1023.

## Proprietà matematiche
- È un numero pari.
- È un numero composto, da 8 divisori:  1, 2, 7, 14, 73, 146, 511, 1022. Poiché la somma dei suoi divisori (escluso il numero stesso) è 754 < 1022, è un numero difettivo.
- È un numero sfenico.
- È un numero di Friedman nel sistema numerico decimale.
- È un numero congruente.
- È un numero odioso.
- È un numero intero privo di quadrati.
- È parte delle terne pitagoriche (672, 770, 1022), (1022, 3504, 3650), (1022, 5280, 5378), (1022, 37296, 37310), (1022, 261120, 261122).

## Astronomia
- 1022 Olympiada è un asteroide della fascia principale del sistema solare.
- NGC 1022 è una galassia della costellazione della Balena.
- IC 1022 è una galassia nella costellazione della Vergine.

## Astronautica
- Cosmos 1022 (vettore Soyuz-U) è un satellite artificiale russo.

## Altri ambiti
- Hokkaido Prefectural Road Route 1022 è una strada nel Distretto di Yoichi, Giappone.